# Карим Саиди
Карим Саиди (рођен 24. марта 1983. у Тунису, Тунис) бивши је туниски фудбалер који је играо на позицији центархалфа.
Наступио је за репрезентацију Туниса на Светском првенству у фудбалу 2006.